# Кефалины
Кефалины (с др.-греч. — «голова») - природные соединения группы сложных липидов. Широко распространены в растительных и животных организмах в составе биологических мембран. Особенно богата кефалинами нервная ткань (кефалины впервые выделены из головного мозга). Молекулы кефалинов образованы остатками глицерина, жирных кислот, кислоты и аминоэтилового спирта (этаноламин-фосфатиды) или серина (серинфосфатиды). Наличие ионизированных (при нейтральных значениях рН) остатков кислоты и амина придает кефалинам полярный характер и в значительной мере определяет их и функциональные свойства. Отдельные представители кефалинов различаются между собой природой входящих в их состав жирных кислот, из которых одна, как правило, ненасыщенная. Термин "кефалины" употребляют главным образом для обозначения не индивидуальных веществ, а неочищенных фракций соответствующих фосфолипидов.